# Final Fantasy I
Final Fantasy (ファイナルファンタジー Fainaru Fantajī) là trò chơi điện tử nhập vai kỳ ảo do Square phát triển và xuất bản vào năm 1987. Đây là tác phẩm đầu tiên thuộc dòng trò chơi Final Fantasy của Square do Sakaguchi Hironobu sáng tạo nên. Ban đầu Final Fantasy vốn được phát hành cho NES, sau này được làm lại cho nhiều máy chơi game console khác và hay được gói chung với Final Fantasy II trong các bộ tập hợp trò chơi điện tử. Câu chuyện game kể về bốn thanh niên được gọi là Chiến binh Ánh sáng, mỗi người họ đều nắm giữ một trong bốn quả cầu nguyên tố của thế giới bị Tứ Quỷ Nguyên tố nguyền rủa. Họ phải sát cánh cùng nhau để diệt trừ thế lực ma quỷ nhằm khôi phục lại ánh sáng cho các quả cầu nguyên tố và giải cứu thế giới.
Final Fantasy vốn được dự tính với cái tên tạm định là Fighting Fantasy, nhưng do các vấn đề về thương hiệu và hoàn cảnh tồi tệ lúc bấy giờ của Square cũng như bản thân Sakaguchi mà tên gọi này đã buộc phải đổi thành Final Fantasy. Tác phẩm là thành công lớn về mặt thương mại, nhận được đánh giá nhìn chung là tích cực khiến cho phần chính tiếp theo cũng như phần phụ của series Final Fantasy gặt hái được nhiều thành công. Bản gốc hiện được coi là một trong những trò chơi nhập vai có ảnh hưởng và thành công nhất của hệ máy Nintendo Entertainment System (NES), đóng vai trò quan trọng trong việc phổ biến thể loại này. Lời khen ngợi của giới phê bình tập trung vào đồ họa của tác phẩm, trong khi lời chỉ trích nhắm vào khoảng thời gian đi lang thang trong thế giới game để tìm kiếm trận chiến đụng độ ngẫu nhiên nhằm thăng cấp kinh nghiệm cho nhân vật người chơi. Đến tháng 3 năm 2003, tất cả phiên bản của Final Fantasy đã bán được tổng cộng hai triệu bản trên toàn thế giới.

## Lối chơi
Final Fantasy có bốn chế độ chơi cơ bản: bản đồ overworld, thị trấn và dungeon, màn hình chiến đấu và màn hình menu. Bản đồ overworld là phiên bản thu nhỏ của thế giới hư cấu trong trò chơi mà người chơi sử dụng để hướng nhân vật đến địa điểm khác nhau. Phương thức di chuyển chính ở overworld là đi bộ, đi thuyền, đi ca nô và có thể đi bằng tàu bay khi mà người chơi hoàn thành một phần cốt truyện. Ngoại trừ một số trận chiến được lập trình sẵn ở một số địa điểm trong game hoặc trận chiến với trùm, người chơi chạm trán với kẻ thù một cách ngẫu nhiên trên bản đồ thực địa và trên bản đồ overworld khi đi bộ, ca nô hoặc tàu. Người chơi phải lựa chọn chiến đấu với kẻ thù hoặc bỏ chạy khỏi trận chiến.

Các Chiến binh Ánh sáng chiến đấu với Quỷ Nguyên tố Đất (Fiend of Earth) Lich.

Cốt truyện của trò chơi tiến triển khi người chơi vượt qua thị trấn và dungeon. Một số cư dân của thị trấn cung cấp thông tin hữu ích giúp người chơi xác định điểm đến tiếp theo trong trò chơi, trong khi một số khác là chủ cửa hàng bán món đồ hoặc trang bị. Dungeon chủ yếu xuất hiện ở khu vực như rừng, hang động, núi, đầm lầy, hang động dưới nước và tòa nhà. Dungeon thường có rương chứa món đồ quý hiếm mà hầu hết cửa hàng đều không có. Màn hình menu của game cho phép người chơi theo dõi điểm kinh nghiệm và cấp độ nhân vật, để chọn trang bị mà nhân vật có thể sử dụng cũng như sử dụng món đồ và phép thuật. Thuộc tính cơ bản nhất của nhân vật là cấp độ, có thể dao động từ một đến năm mươi và xác định bởi lượng kinh nghiệm của nhân vật. Đạt được cấp độ nhất định sẽ làm tăng một số thuộc tính, chẳng hạn như điểm hit point tối đa (HP), đại diện cho sức khỏe nhân vật. Nhân vật sẽ tử trận khi họ không còn HP nào. Nhân vật nhận được điểm kinh nghiệm khi giành được chiến thắng trong trận chiến.
Chiến đấu trong Final Fantasy dựa trên menu: người chơi chọn hành động từ danh sách lệnh tùy chọn như Tấn công, Phép thuật và món đồ (Item). Trận chiến diễn ra theo lượt và tiếp tục cho đến khi một trong hai bên bỏ chạy hoặc bị đánh bại. Nếu nhóm nhân vật của người chơi chiến thắng, mỗi nhân vật không chỉ nhận được kinh nghiệm mà còn nhận được tiền, với tên gọi là Gil trong vũ trụ Final Fantasy. Nếu họ bỏ chạy, game sẽ đưa trở lại màn hình bản đồ. Nếu mọi nhân vật trong nhóm tử vong, trò chơi sẽ kết thúc và tất cả tiến trình chưa được lưu sẽ bị mất. Final Fantasy là tác phẩm đầu tiên hiển thị nhân vật người chơi ở bên phải màn hình và kẻ thù ở bên trái màn hình, trái ngược với góc nhìn thứ nhất.
Người chơi bắt đầu game bằng cách chọn bốn nhân vật để lập thành một nhóm và lựa chọn đó không thể thay đổi lại trong suốt trò chơi. Mỗi nhân vật có một "nghề nghiệp", hoặc lớp nhân vật, với thuộc tính và khả năng khác nhau, bẩm sinh hoặc có thể học được. Có sáu lớp: Đấu sĩ, Đạo tặc, Đai Đen, Pháp sư Đỏ, Pháp sư Trắng và Pháp sư Đen. Sau này trong trò chơi, người chơi có thể tùy chọn "nâng cấp lớp" nhân vật. Nâng cấp lớp sẽ làm hoàn thiện chân dung sprite của nhân vật và giúp một số lớp có thể sử dụng vũ khí và phép thuật mà trước đó họ không thể sử dụng. Game có nhiều loại vũ khí, áo giáp và món đồ có thể mua hoặc tìm thấy để giúp nhân vật mạnh mẽ hơn trong trận chiến. Mỗi nhân vật có tám ô chứa đồ, với bốn ô để chứa vũ khí và bốn ô để chứa áo giáp. Mỗi lớp nhân vật có giới hạn về vũ khí và áo giáp mà họ có thể sử dụng. Một số vũ khí và áo giáp có chứa phép thuật sẽ niệm thần chú nếu sử dụng trong trận chiến. Các pháp cụ ma thuật khác cung cấp khả năng bảo vệ, chẳng hạn như kháng một số loại thần chú nhất định. Tại cửa hàng, nhân vật có thể mua món đồ để giúp bản thân hồi phục sức khỏe khi nhân vật đang di chuyển. món đồ khả dụng như bình thuốc có thể sử dụng để chữa thương cho nhân vật hoặc giải hiệu ứng xấu (như nhiễm độc hay hóa đá). Lều và Nhà tranh có thể sử dụng trên bản đồ thế giới để chữa thương cho nhân vật và giúp người chơi lưu game. Còn Căn nhà (House) thì có thể khôi phục phép thuật của nhóm sau khi lưu game. Nhân vật có thể sở hữu món đồ đặc biệt sau khi hoàn thành nhiệm vụ.
Phép thuật là một kỹ năng phổ biến trong game và một số lớp nhân vật có thể sử dụng nó. Phép thuật chia thành hai nhóm: Trắng, có tác dụng phòng thủ và chữa thương; và Đen, có tác dụng làm suy yếu và gây sát thương hủy diệt. Ma thuật có thể mua từ cửa hàng ma thuật Trắng và Đen và giao cho lớp nhân vật có thể sử dụng. Thần chú (Spell) phân loại theo cấp độ từ một đến tám, với bốn thần chú Trắng và bốn thần chú Đen cho mỗi cấp độ. Mỗi nhân vật chỉ có thể học ba thần chú mỗi cấp. Pháp sư Trắng và Đen có khả năng học bất kỳ phép thuật nào tương ứng, trong khi Pháp sư Đỏ, Ninja và Hiệp sĩ không thể sử dụng hầu hết các loại phép thuật cao cấp.

## Toát yếu

### Thiết lập
Final Fantasy diễn ra trong một thế giới giả tưởng với ba lục địa rộng lớn. Sức mạnh nguyên tố của thế giới này được xác định bởi sự thống trị của bốn tinh thể, mỗi tinh thể nắm vai trò chủ đạo của một trong bốn nguyên tố cổ điển: đất, lửa, nước và gió. Thế giới của Final Fantasy là nơi sinh sống của nhiều chủng tộc, bao gồm con người, elf, người lùn, tiên cá, rồng và người máy. Trừ con người ra, các chủng tộc còn lại chỉ có được một "thị trấn" trong trò chơi. Đôi khi cũng có thể thấy các cá thể này trong các thị trấn của con người hoặc các khu vực khác. Bốn trăm năm trước khi trò chơi bắt đầu, người dân Lefeinish đã sử dụng Sức mạnh của tinh thể Gió để chế tạo tàu bay và một trạm vũ trụ khổng lồ (được gọi là Lâu đài Nổi trong game). Họ cũng đã chứng kiến đất nước suy tàn khi tinh thể Gió bị bóng tối hủy hoại. Hai trăm năm sau, những cơn bão dữ dội đã đánh chìm một ngôi đền lớn vốn là trung tâm của một nền văn minh dựa vào đại dương, khiến tinh thể Nước cũng chìm trong bóng tối. Tinh thể Đất và tinh thể Lửa cũng hủy hoại theo khiến Trái Đất trong trò chơi bị hoành hành bởi những trận cháy rừng dữ dội và tàn phá cả thị trấn nông nghiệp Melmond, khi cả đồng bằng lẫn thảm thực vật đều khô héo. Một thời gian sau, nhà hiền triết Lukahn kể về một lời tiên tri rằng bốn Chiến binh Ánh sáng sẽ đến để giải cứu thế giới khỏi thời kỳ đen tối.

### Cốt truyện
Trò chơi bắt đầu với sự xuất hiện của bốn Chiến binh Ánh sáng trẻ tuổi, nhóm nhân vật đóng vai trò là người hùng của câu chuyện. Mỗi người trong số họ nắm giữ một trong bốn Quả cầu bóng tối của thế giới. Vào thời điểm bắt đầu game, các Chiến binh Ánh sáng được phép vào Vương quốc Coneria và di tích Điện Quỷ. Sau khi các Chiến binh giải cứu Công chúa Sara khỏi hiệp sĩ sa đọa Garland, Quốc vương Coneria yêu cầu xây dựng một cây cầu cho phép họ đi về phía đông đến thị trấn Pravoka. Tại đó, các Chiến binh giải phóng thị trấn khỏi Bikke và băng cướp biển của hắn, tịch thu và sử dụng con tàu của bọn cướp biển. Sau đó, họ lên thuyền và thực hiện một chuỗi nhiệm vụ được yêu cầu ở bờ Biển Aldi. Nhiệm vụ đầu tiên của họ là thu hồi chiếc vương miện bị đánh cắp từ Động Đầm lầy để đưa cho một vị vua ở một lâu đài đổ nát, kẻ hóa ra là Elf Bóng đêm (Dark elf) Astos độc ác. Đánh bại hắn sẽ nhận được Nhãn Tinh thể, họ trả nó lại cho phù thủy mù Matoya để đổi lấy một loại thảo mộc cần thiết nhằm đánh thức hoàng tử elf (prince elf) bị nguyền rủa bởi Astos. Hoàng tử elf trao cho các Chiến binh Ánh sáng Chìa khóa thần bí, có thể mở bất kỳ cánh cửa nào. Chìa khóa mở ra cánh cửa dẫn tới phòng chứa thuốc nổ TNT ở Lâu đài Coneria. Nerrick, một người lùn của Động Người lùn/Làng Người lùn phá hủy một eo đất nhỏ bằng cách sử dụng TNT kết nối biển Aldi với thế giới bên ngoài.
Sau khi tiến vào thị trấn Melmond gần như điêu tàn, các Chiến binh Ánh sáng đi đến Động Trái Đất để đánh bại một ma cà rồng và thu hồi viên Hồng ngọc Tinh tú mở đường đến hang động của Hiền nhân Sadda. Với Quyền trượng Sadda, họ tiến sâu hơn vào Động Trái Đất và tiêu diệt Quỷ nguyên tố Đất Lich. Sau đó, họ kiếm được một chiếc ca nô và tiến vào Núi lửa Gurgu để tiêu diệt Quỷ nguyên tố Lửa Kary. Levistone của Động Băng giá gần đó giúp họ chế tạo một chiếc tàu bay để họ có thể di chuyển đến các lục địa phương bắc. Tại đó, họ chứng minh được lòng dũng cảm của mình bằng cách thu hồi Đuôi Chuột từ Lâu đài Thử thách, nộp cho Long Vương Bahamut và ngài thăng cấp cho họ. Lòng tốt của họ trong suốt hành trình cũng có lúc được đền đáp bởi một nàng tiên. Nàng ban phước cho họ bằng một chất lỏng đặc biệt giúp họ có thể thở dưới nước và các Chiến binh sử dụng nó để đánh bại Quỷ nguyên tố Nước Kraken ở Đền Trũng. Họ cũng trùng tu một Bia mộ (Slab) giúp cho Tiến sĩ ngôn ngữ học Unne có thể dạy họ ngôn ngữ Lefeinish. Ngôn ngữ Lefeinish cho phép họ tiếp cận Lâu đài Nổi mà Quỷ nguyên tố Gió Tiamat tiếp quản. Sau khi tiêu diệt toàn bộ Tứ Quỷ Nguyên tố và lấy lại ánh sáng cho Quả cầu nguyên tố, một cánh cổng thời gian mở ra tại Điện Quỷ đưa họ ngược dòng về quá khứ 2000 năm. Tại đó, các Chiến binh phát hiện ra rằng Tứ quỷ Nguyên tố ở hiện tại đã gửi Garland ở hiện tại ngược dòng thời gian trở về quá khứ và hắn từ quá khứ gửi Quỷ nguyên tố đến tương lai để làm lại điều đó, tạo ra một vòng lặp thời gian mà hắn có thể tồn tại mãi mãi. Họ đánh bại Garland quá khứ ở hình dạng Chaos, do đó kết thúc nghịch lý tiền định và trở về nhà. Tuy nhiên, bằng cách kết thúc nghịch lý, các Chiến binh thay đổi tương lai thành một nơi mà chiến công hào hùng của họ chỉ còn biết đến như truyền thuyết, không được sử sách lưu danh.

## Phát triển

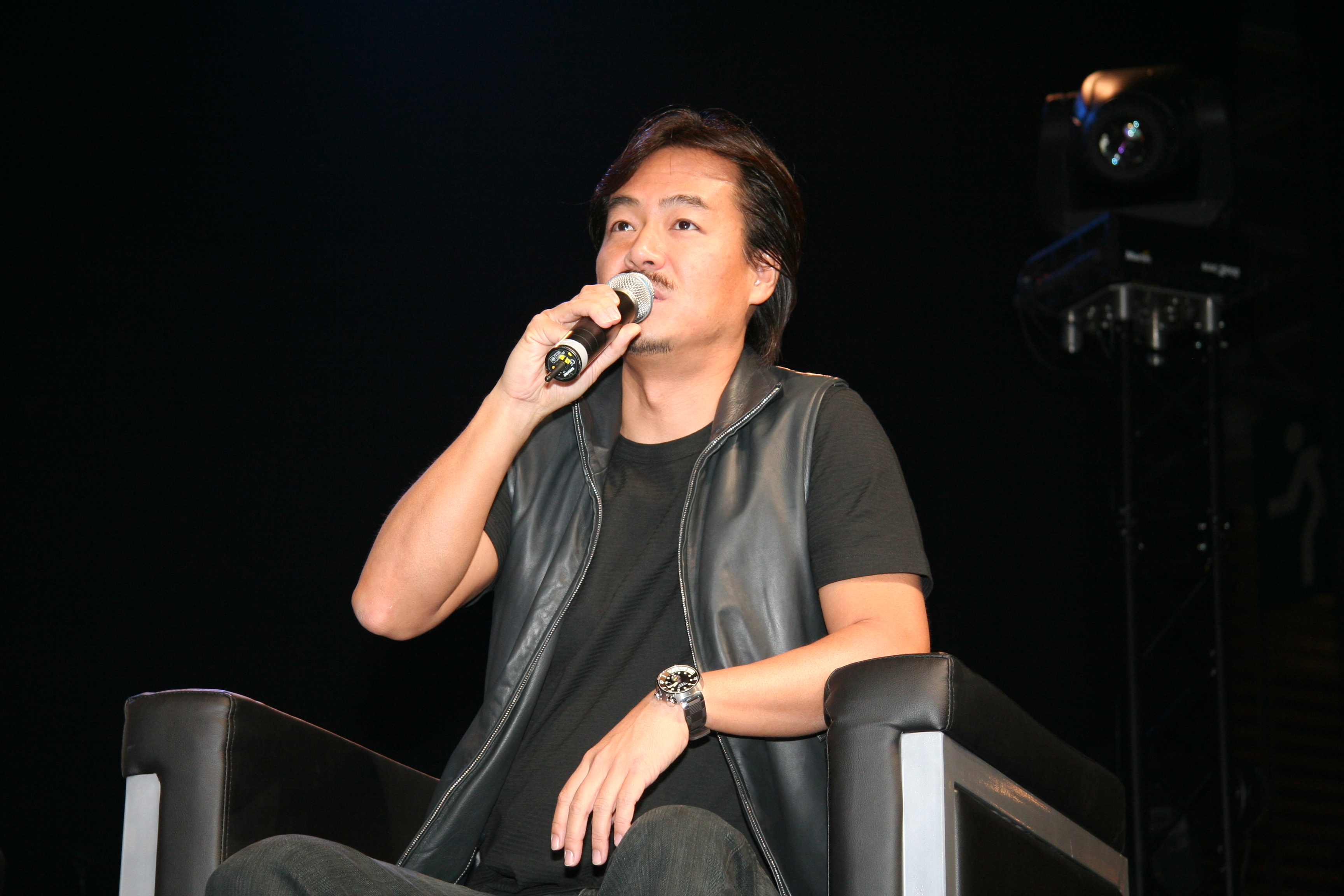
Sakaguchi Hironobu đã từng nghĩ rằng Final Fantasy sẽ là tác phẩm cuối cùng của ông.

### Sáng tạo
Sakaguchi Hironobu đã có ý định làm một trò chơi nhập vai (RPG) từ lâu, nhưng công ty chủ quản Square khước từ đề nghị của ông vì cho rằng doanh số bán ra của tác phẩm thuộc thể loại như vậy sẽ thấp. Tuy nhiên, sau khi video game nhập vai Dragon Quest được phát hành và chứng tỏ nó là một thành công lớn ở Nhật Bản, công ty xem xét lại lập trường của mình về thể loại này và chấp thuận tầm nhìn của Sakaguchi về game nhập vai lấy cảm hứng từ Ultima và Wizardry. Chỉ có ba đồng nghiệp tình nguyện tham gia dự án do Hironobu dẫn đầu vì lúc bấy giờ ông bị xem là một "ông chủ khó tính" mặc dù những sáng tạo của bản thân chưa gặt hái được nhiều thành công. Cuối cùng, Final Fantasy được phát triển bởi một nhóm gồm bảy nhân viên chủ chốt của Square được gọi là "A-Team". Sakaguchi đã thuyết phục nhà thiết kế trò chơi đồng nghiệp Ishii Koichi và Kawazu Akitoshi tham gia dự án. Kawazu là người chịu trách nhiệm chính về hệ thống và chuỗi trận chiến mà ông chủ yếu dựa vào ý tưởng từ game nhập vai trên bàn Dungeons & Dragons và game nhập vai Wizardry. Ví dụ, điểm yếu của kẻ thù đối với nguyên tố như lửa và băng vẫn chưa được đưa vào game nhập vai Nhật Bản cho đến thời điểm đó. Kawazu đã yêu thích khía cạnh như vậy của game nhập vai phương Tây và quyết định đưa chúng vào Final Fantasy. Ông cũng chủ trương để người chơi tự do lựa chọn lớp nhân vật cho nhóm của mình vào thời điểm bắt đầu tác phẩm vì ông cảm thấy "niềm vui trong một game nhập vai bắt đầu khi bạn tạo ra một nhân vật".
Nhà văn tự do Terada Kenji viết kịch bản cho tác phẩm dựa trên câu chuyện của Sakaguchi. Ishii ảnh hưởng rất nhiều đến bối cảnh của tác phẩm khi nghĩ ra ý tưởng về tinh thể. Chính ông cũng đề nghị họa sĩ minh họa Amano Yoshitaka làm nhà thiết kế nhân vật nhưng Sakaguchi ban đầu từ chối vì ông chưa bao giờ nghe danh nghệ sĩ này trước đây. Khi Sakaguchi cho Ishii xem một số bản vẽ trên các mẩu tạp chí và nói với ông rằng đây là phong cách nghệ thuật mà ông đang tìm kiếm, Ishii đã tiết lộ với ông rằng chính Amano là người sáng tạo ra bản vẽ. Do đó, Amano được mời tham gia vào dự án. Uematsu Nobuo là người sáng tác âm nhạc cho Final Fantasy và đánh dấu lần thứ 16 ông sáng tác nhạc cho trò chơi điện tử. Lập trình viên người Mỹ gốc Iran Nasir Gebelli được thuê để lập trình cho tác phẩm. Ban đầu, ông cố gắng tìm hiểu tất cả khía cạnh của game nhưng ngay sau đó Sakaguchi khuyên ông chỉ nên lập trình khái niệm thiết kế để ông không phải giải thích mọi thứ chi tiết cho Gebelli. Gebelli cũng chịu trách nhiệm tạo ra cái được cho là minigame trò chơi nhập vai đầu tiên, trò chơi ghép hình trượt mà ông thêm vào game mặc dù nó không phải là một phần của thiết kế tác phẩm gốc. Trong số nhà phát triển khác có nhà thiết kế đồ họa Shibuya Kazuko, lập trình viên Yoshii Kiyoshi và Narita Ken, cũng như lập trình viên sửa lỗi Ito Hiroyuki. Khi dự án bắt đầu có triển vọng, nhà thiết kế Tanaka Hiromichi và "B-Team" của ông đã tham gia hỗ trợ phát triển. Do công ty không ưa chuộng game và thiếu tin tưởng vào nhóm của Sakaguchi đã thúc đẩy các thành viên nỗ lực hết mình.

### Phát hành
Sakaguchi đã đưa một bản ROM đang phát triển của trò chơi lên tạp chí Nhật Bản Famicom Tsushin, nhưng tạp chí này không có nhận xét gì về nó. Tuy nhiên, Famitsu đã đưa tin rộng rãi về trò chơi này. Ban đầu, chỉ có 200.000 bản xuất xưởng nhưng Sakaguchi khẩn cầu công ty sản xuất 400.000 bản nhằm giúp tạo ra phần tiếp theo, và ban lãnh đạo đã đồng ý. Phiên bản NES gốc sau đó xuất xưởng thành công 520.000 bản tại Nhật Bản. Sau khi bản địa hóa của Dragon Quest thành công ở Bắc Mỹ, Nintendo Hoa Kỳ dịch Final Fantasy sang tiếng Anh và xuất bản ở Bắc Mỹ vào năm 1990. Phiên bản Bắc Mỹ của Final Fantasy đạt được thành công khiêm tốn, một phần là do chiến thuật tiếp thị quá lố của Nintendo khi đó. Tác phẩm không bán phiên bản nào ra thị trường khu vực PAL cho đến khi Final Fantasy Origins phát hành vào năm 2003.

### Tiêu đề
Trong nhiều năm, một số giả thuyết nổi lên xoay quanh lí do tại sao trò chơi có tên gọi là Final Fantasy. Vào năm 2015, Sakaguchi nói rằng, ngay từ đầu, đội ngũ sản xuất muốn tên của tác phẩm có thể rút gọn thành FF (エフエフ efu efu). Theo cách đó, tiêu đề của game có thể viết tắt bằng hệ thống bảng chữ cái Latinh và phát âm bằng bốn âm tiết theo ngôn ngữ Nhật Bản. Sakaguchi đã định đặt tiêu đề gốc cho tác phẩm là Fighting Fantasy, nhưng tiêu đề phải thay đổi để tránh trùng tên với một trò chơi trên bàn từng phát hành. Uematsu giải thích lý do chọn từ "final" (cuối cùng) để tạo thành tiêu đề gồm hai ý chính: ý đầu tiên xuất phát từ hoàn cảnh cá nhân của Sakaguchi. Ông sẽ từ bỏ ngành công nghiệp game và quay trở lại trường đại học nếu tác phẩm bán không chạy và ý cuối cùng là Square đứng trước nguy cơ bị phá sản vào thời điểm đó. Có nghĩa là trò chơi có thể là tác phẩm cuối cùng của công ty. Mặc dù Sakaguchi đã xác nhận một số giả thuyết, nhưng sau này rút gọn lý do chọn từ "cuối cùng", bình luận rằng "đó chắc chắn là tình huống bị dồn-vào-thế-chân-tường hồi đó, nhưng bất kỳ từ nào bắt đầu bằng chữ 'F' sẽ ổn thôi ".

## Các phiên bản và phát hành lại
Final Fantasy được làm lại nhiều lần cho nhiều nền tảng khác nhau và thường gộp chung với Final Fantasy II trong nhiều tuyển tập. Mặc dù tất cả những bản làm lại này vẫn giữ nguyên cốt truyện và cơ chế chiến đấu cơ bản nhưng có sự thay đổi về nhiều mặt ở mảng đồ họa, âm thanh và yếu tố trò chơi đặc trưng.
| Tiêu đề                             | Phát hành      | Quốc gia                | Hệ thống                                         | Nhà phát triển | Nhà phát hành                  | Ghi chú |
| ----------------------------------- | -------------- | ----------------------- | ------------------------------------------------ | -------------- | ------------------------------ | --- |
| Final Fantasy                       | 1987 1990      | Nhật Bản Hoa Kỳ         | Famicom (FC) / Nintendo Entertainment System     | Square         | Square Nintendo (NES)          | Phiên bản gốc. Hạn chế về mặt kỹ thuật và chính sách kiểm duyệt của Nintendo Hoa Kỳ dẫn đến một vài thay đổi nhỏ đối với một số yếu tố nhất định của phiên bản Hoa Kỳ. |
| Final Fantasy                       | 1989           | Nhật Bản                | MSX2                                             | Square         | Microcabin                     | Nâng cấp nhỏ về mặt đồ họa, mở rộng âm nhạc và hiệu ứng âm thanh, thời gian tải game ít hơn.                                                                           |
| Final Fantasy I・II                 | 1994           | Nhật Bản                | Famicom                                          | Square         | Square                         | Một vài cập nhật về đồ họa. |
| Final Fantasy                       | 2000           | Nhật Bản                | WonderSwan Color                                 | Square         | Square                         | Bổ sung thêm ảnh nền trong cảnh chiến đấu, thiết kế lại sprite, và có sự tương xứng với các tác phẩm sau này.                                                          |
| Final Fantasy Origins               | 2002 2003      | Nhật Bản Hoa Kỳ Châu Âu | PlayStation                                      | Tose           | Square                         | Đồ họa hoàn toàn mới, chi tiết hơn, soundtrack được remix, chuỗi video chuyển động đầy đủ, thư viện nghệ thuật và chức năng lưu trữ bộ nhớ.                            |
| Final Fantasy I & II: Dawn of Souls | 2004           | Nhật Bản Hoa Kỳ Châu Âu | Game Boy Advance (GBA)                           | Tose           | Nintendo                       | Bổ sung thêm bốn dungeon, cập nhật bestiary và một vài thay đổi nhỏ.                                                                                                   |
| Final Fantasy                       | 2004 2006 2010 | Nhật Bản Hoa Kỳ         | Điện thoại di động                               |                | Square Enix Bandai Namco Games | |
| Final Fantasy                       | 2007 2008      | Nhật Bản Hoa Kỳ Châu Âu | PlayStation Portable (PSP)                       | Tose           | Square Enix                    | Đồ họa 2D có độ phân giải cao hơn, chuỗi video chuyển động đầy đủ, soundtrack được remix, bổ sung thêm dungeon và kịch bản từ Dawn of Souls.                           |
| Final Fantasy                       | 2009 2010      | Nhật Bản Hoa Kỳ Châu Âu | Virtual Console của Wii                          |                | Square Enix                    | Phát hành Virtual Console của phiên bản FC/NES gốc. |
| Final Fantasy                       | 2009 2012      | Nhật Bản Hoa Kỳ         | PSOne Classics của PlayStation Store             | Square         |                                | Phát hành phiên bản PlayStation dưới dạng PSOne Classic. |
| Final Fantasy                       | 2010           | Toàn thế giới           | iOS                                              | Square Enix    | Square Enix                    | Dựa trên phiên bản PSP. |
| Final Fantasy                       | 2011           | Nhật Bản Châu Âu        | Trò chơi PSP có thể tải về của PlayStation Store | Square Enix    |                                | Phiên bản PlayStation Portable phát hành dưới dạng trò chơi PSP có thể tải xuống.                                                                                      |
| Final Fantasy                       | 2012           | Toàn thế giới           | Windows Phone                                    |                | Square Enix                    | Dựa trên phiên bản iOS. |
| Final Fantasy                       | 2012           | Toàn thế giới           | Android                                          | Square Enix    | Square Enix                    | Dựa trên phiên bản iOS, nhưng không có dungeon, bestiary và trình phát nhạc.                                                                                           |
| Final Fantasy                       | 2013           | Nhật Bản                | Virtual Console của Nintendo 3DS                 | Square         | Square Enix                    | Phát hành Virtual Console của phiên bản FC gốc. |
| Final Fantasy                       | 2013           | Nhật Bản                | Virtual Console của Wii U                        | Square         | Square Enix                    | Phát hành Virtual Console của phiên bản FC gốc. |
| Final Fantasy                       | 2015           | Nhật Bản                | Nintendo eShop                                   | Square Enix    | Square Enix                    | Dựa trên phiên bản PSP với đồ họa lập thể 3D được cập nhật. |
| Final Fantasy I & II Advance        | 2016           | Nhật Bản                | Virtual Console của Wii U                        | Square         | Square Enix                    | Phát hành Virtual Console của phiên bản GBA. |
| Final Fantasy                       | 2016           | Hoa Kỳ Châu Âu          | NES Classic Edition                              | Square         | Square Enix Nintendo           | Phiên bản gốc phỏng theo một tiêu đề xây dựng sẵn cho hệ thống. |

Final Fantasy lần đầu tiên được phát hành lại cho hệ máy MSX2 và được Microbin xuất bản tại Nhật Bản vào tháng 6 năm 1989. Phiên bản trò chơi có quyền truy cập vào dung lượng lưu trữ gần gấp ba lần so với phiên bản Famicom của Nintendo, nhưng gặp phải các vấn đề không xuất hiện trong phương tiện hộp ROM của Nintendo, chẳng hạn như thời gian tải game có thể dễ dàng nhận thấy. Ngoài ra còn có nâng cấp nhỏ về đồ họa, có sự cải thiện về bản nhạc và hiệu ứng âm thanh.
Năm 1994, Final Fantasy I ・ II (tổng hợp của Final Fantasy và Final Fantasy II) phát hành cho hệ máy Famicom. Phiên bản này chỉ phát hành ở Nhật Bản và có rất ít cập nhật về đồ họa.
Bản làm lại cho hệ máy WonderSwan Color phát hành tại Nhật Bản vào ngày 9 tháng 12 năm 2000 có nhiều thay đổi mới về mặt đồ họa. Chẳng hạn như cập nhật đồ họa 8-bit từ tác phẩm Famicom gốc, cảnh chiến đấu có sự kết hợp với khung cảnh nền đầy đủ, và vẽ lại sprite của nhân vật và kẻ thù để trông giống với sprite của phiên bản Super Famicom.
Tại Nhật Bản, Final Fantasy và Final Fantasy II phát hành lại riêng lẻ và là một trò chơi kết hợp cho hệ máy PlayStation. Tuyển tập game phát hành tại Nhật Bản vào năm 2002 với tên gọi Final Fantasy I & II Premium Package và tại Châu Âu và Bắc Mỹ vào năm 2003 với tên gọi là Final Fantasy Origins. Phiên bản này giống với phiên bản làm lại cho hệ máy WonderSwan Color và có một số thay đổi như đồ họa chi tiết hơn, soundtrack được remix, bổ sung thêm chuỗi video chuyển động đầy đủ, thư viện hình minh họa của Amano Yoshitaka và chức năng lưu bộ nhớ game. Vào ngày 18 tháng 12 năm 2012, bản port được phát hành lại như một phần của bản phát hành Final Fantasy 25th Anniversary Ultimate Box.
Final Fantasy I & II: Dawn of Souls, giống như Final Fantasy Origins, là bản port của hai tác phẩm đầu tiên trong loạt trò chơi và phát hành cho hệ máy Game Boy Advance vào năm 2004. Phiên bản Dawn of Souls kết hợp nhiều yếu tố mới khác nhau, bao gồm bốn dungeon bổ sung, bestiary được cập nhật và một vài thay đổi nhỏ.
Square Enix đã phát hành phiên bản Final Fantasy cho hai mạng điện thoại di động Nhật Bản vào năm 2004; phiên bản cho dòng điện thoại NTT DoCoMo FOMA 900i ra mắt vào tháng 3 với tựa đề Final Fantasy i và bản phát hành tiếp theo cho điện thoại tương thích CDMA 1X WIN ra mắt vào tháng 8. Phiên bản tiêu chuẩn khác phát hành cho điện thoại SoftBank Yahoo! Keitai vào ngày 3 tháng 7 năm 2006. Tác phẩm có đồ họa tinh tế hơn so với trò chơi 8-bit ban đầu, nhưng không cao cấp như nhiều bản port console và thiết bị cầm tay sau này.
Square Enix lên kế hoạch phát hành phiên bản này cho điện thoại di động Bắc Mỹ vào năm 2006, nhưng trì hoãn đến năm 2010 và được Namco hợp tác phát hành. Phiên bản vẫn giữ nguyên độ khó và hệ thống phép thuật dựa trên "cấp độ nhân vật" từ phiên bản Famicom gốc. Bổ sung thêm yếu tố khác như cập nhật đồ họa, mượn tên thần chú và quái vật từ phiên bản Game Boy Advance / Wonderswan Color, không tích hợp dungeon, quái vật và món đồ bổ sung có trong phiên bản GBA. Dữ liệu game được lưu như trong phiên bản Famicom gốc (bằng cách sử dụng Lều, Túi ngủ và Căn Nhà hoặc đi vào nhà trọ). Tuy nhiên, phiên bản lúc bấy giờ có ba khe lưu game (game slot) và người chơi có thể sử dụng tùy chọn "Lưu tạm thời" (Temporary Save) trong trò chơi.
Nhân dịp kỷ niệm 20 năm ra mắt Final Fantasy, Square Enix làm lại Final Fantasy và Final Fantasy II cho hệ máy PlayStation Portable. Tác phẩm phát hành tại Nhật Bản và Bắc Mỹ vào năm 2007, và ở vùng lãnh thổ châu Âu vào năm 2008. Phiên bản PSP có đồ họa 2D với độ phân giải cao hơn, chuỗi video chuyển động đầy đủ, soundtrack được remix và một dungeon mới cũng như dungeon bổ sung từ phiên bản Dawn of Souls. Kịch bản phiên bản làm lại giống như trong phiên bản Dawn of Souls, ngoại trừ việc bổ sung thêm dungeon mới.
Square Enix phát hành phiên bản NES gốc của game cho dịch vụ Virtual Console của Wii ở Nhật Bản vào ngày 26 tháng 5 năm 2009, ở Bắc Mỹ vào ngày 5 tháng 10 năm 2009, và ở khu vực PAL dưới dạng nhập khẩu vào ngày 7 tháng 5 năm 2010.
Vào ngày 25 tháng 2 năm 2010, Square Enix phát hành phiên bản iOS của Final Fantasy dựa trên bản port PSP với điều khiển cảm ứng trên toàn thế giới. Vào ngày 13 tháng 6 năm 2012, Square Enix phát hành phiên bản Windows Phone dựa trên phiên bản iOS. Vào ngày 27 tháng 7 năm 2012, Square Enix phát hành bản port Android, phần lớn dựa trên phiên bản iOS mặc dù thiếu dungeon mới của phiên bản kỷ niệm 20 năm (20th-anniversary edition).
Vào ngày 11 tháng 11 năm 2016, trò chơi (cùng với 29 trò chơi khác) được đưa vào phiên bản NES Classic Edition / Nintendo Classic Mini: Nintendo Entertainment System do Nintendo phát hành.

## Đón nhận
Final Fantasy được các nhà phê bình đón nhận nồng nhiệt và là thành công về mặt thương mại. Phiên bản NES gốc đã xuất xưởng 520.000 bản tại Nhật Bản. Theo thống kê của bộ phận quảng cáo của Square, bản phát hành Famicom và MSX của Nhật Bản bán được tổng cộng 600.000 bản, và bản phát hành NES ở Bắc Mỹ bán được 700.000 bản. Tính đến ngày 31 tháng 3 năm 2003, tất cả bản phát hành lại và làm lại của trò chơi vào thời điểm đó đã xuất xưởng 1,99 triệu bản trên toàn thế giới, trong đó 1,21 triệu bản xuất xưởng ở Nhật Bản và 780.000 bản ở nước ngoài. Tính đến ngày 19 tháng 11 năm 2007, một phiên bản PlayStation Portable khác đã xuất xưởng 140.000 bản.
Các biên tập viên tại IGN xếp Final Fantasy ở vị trí thứ 11 trong số những trò chơi NES hay nhất, gọi hệ thống lớp nhân vật của game là đa dạng và ca ngợi việc sử dụng phương tiện một cách thuận lợi để di chuyển trên bản đồ thế giới. GamesRadar xếp tác phẩm ở vị trí thứ 8 trong số những trò chơi NES hay nhất từng được làm ra. Nhân viên của trang web cảm thấy rằng trong khi Dragon Warrior đóng vai trò giới thiệu đến người chơi thể loại game nhập vai thì Final Fantasy góp phần truyền bá rộng rãi. Vào năm 2004, độc giả của Retro Gamer bình chọn Final Fantasy ở vị trí thứ 93 trong số những trò chơi phục cổ hàng đầu. Nhân viên của tạp chí lưu ý rằng "mặc dù chất lượng hình ảnh còn kém và nhiệm vụ tương đối đơn giản nhưng nhiều người chơi vẫn coi bản gốc là bản hay nhất (ngoại trừ FFVII)." Năm 2006, Final Fantasy xuất hiện trong danh sách 100 trò chơi hay nhất của tạp chí Famitsu khi độc giả của tạp chí bình chọn nó ở vị trí thứ 63 trong số những game hay nhất mọi thời đại. Người dùng của GameFAQs lập một danh sách tương tự vào năm 2005, và xếp Final Fantasy ở vị trí thứ 76. Nintendo Power xếp game ở vị trí thứ 49 trong danh sách 200 trò chơi dựa trên hệ thống Nintendo hay nhất. Vào năm 2008, Nintendo Power xếp tác phẩm là trò chơi điện tử hay thứ 19 của nền tảng Nintendo Entertainment System và khen ngợi trò chơi thiết lập nên nguyên tắc cơ bản của game nhập vai hệ máy console cùng với Dragon Warrior, đồng thời nêu các ví dụ điển hình như câu chuyện có tính sử thi, hệ thống thăng cấp, trận chiến đụng độ ngẫu nhiên và lớp nhân vật.
Final Fantasy là một trong những trò chơi điện tử nhập vai hệ máy console thời kỳ đầu có tầm ảnh hưởng nhất và đóng vai trò quan trọng trong việc chính thống hóa và phổ biến thể loại game này. Theo Matt Casamassina của trang web IGN thì tình tiết truyện của Final Fantasy có chiều sâu và hấp dẫn hơn so với bản gốc Dragon Quest (được gọi là Dragon Warrior ở Bắc Mỹ). Các nhà phê bình hiện đại chỉ ra rằng trò chơi có nhịp độ kém so với tiêu chuẩn đương đại và tốn nhiều thời gian đi lang thang trong thế giới game để tìm kiếm trận chiến đụng độ ngẫu nhiên nhằm thăng cấp và kiếm tiền hơn là khám phá và giải câu đố. Một reviewer khác nhận thấy phần khám phá và xây dựng cấp độ (level-building) của game là phần thú vị nhất. Năm 1987, Famitsu ban đầu mô tả Final Fantasy gốc là "một trong số nhiều [tác phẩm]" mô phỏng theo công thức của Dragon Quest. Một số người chơi đánh giá tác phẩm là phần tệ nhất và khó chơi nhất trong series trò chơi.
Phiên bản kế thừa của Final Fantasy nhận được hầu hết đánh giá tích cực từ các phương tiện truyền thông. Peer Schneider của trang web IGN rất thích phiên bản WonderSwan Color, ông ca ngợi cải tiến về mặt đồ họa, đặc biệt là chất lượng môi trường, nhân vật và quái vật. Famitsu cho điểm phiên bản này là 30 trên 40. Final Fantasy Origins nhìn chung được đón nhận nồng nhiệt. GamePro cho rằng âm nhạc của game là "tuyệt vời" và đồ họa có "sự hoài cổ cuốn hút phù hợp với chúng." Đánh giá dành cho Final Fantasy I & II: Dawn of Souls nhìn chung là tích cực. Jeremy Dunham của IGN dành lời khen ngợi đặc biệt cho bản dịch tiếng Anh được cải thiện và nói rằng nó tốt hơn bất kỳ phiên bản nào trước đây của trò chơi. Mặt khác, phiên bản PlayStation Portable không được đánh giá cao như các phiên bản trước. Kevin VanOrd của GameSpot chỉ ra phần hình ảnh là điểm được cải thiện nhiều nhất, nhưng thấy rằng những trận chạm trán ngẫu nhiên và phần đồ họa bổ sung không đem lại thêm nhiều giá trị. Nintendo Power xếp nhóm tác phẩm Dawn of Souls ở vị trí thứ 76 trong danh sách 200 trò chơi hay nhất.

## Di sản
Một album soundtrack phát hành cùng với nhạc nền của Final Fantasy II vào năm 1989. Một số bản nhạc từ trò chơi gốc đóng vai trò quan trọng trong việc định hình series, có thể kể đến như "Prelude" (Khúc dạo đầu), bản arpeggio phát trên màn hình tiêu đề; "Opening Theme" (Nhạc chủ đề mở đầu) phát khi cả nhóm đi qua cây cầu đầu tiên trong game và sau này là nhạc chủ đề của dòng trò chơi Final Fantasy; và "Victory Fanfare" (Nhạc hiệu chiến thắng) phát mỗi khi nhóm nhân vật giành được thắng lợi trong trận chiến. Mô típ mở đầu của nhạc chủ đề chiến đấu cũng được sử dụng lại trong nhiều tác phẩm về sau. Final Fantasy cũng là nền tảng cho phần kết thúc của loạt phim hoạt hình có chủ đề trò chơi điện tử Captain N: The Game Master với tựa đề "The Fractured Fantasy of Captain N". Brian Clevinger tạo ra 8-Bit Theater, một trang truyện tranh web dựa trên sprite, nhại lại trò chơi và trở nên rất phổ biến trong cộng đồng "game thủ" kể từ khi được ra mắt vào tháng 3 năm 2001.
Yếu tố từ trò chơi điện tử Final Fantasy cũng xuất hiện trong series trò chơi đối kháng: Dissidia Final Fantasy, Dissidia 012 Final Fantasy và Dissidia Final Fantasy NT. series chỉ định Chiến binh Ánh sáng (theo thiết kế của Amano Yoshitaka) là nhân vật chính diện và Garland là nhân vật phản diện đại diện cho Final Fantasy. Warrior of Light (Chiến binh Ánh sáng) được Seki Toshihiko lồng tiếng cho phiên bản tiếng Nhật và Grant George cho phiên bản tiếng Anh, trong khi Garland được Utsumi Kenji (Dissidia Final Fantasy và 012 Dissidia Final Fantasy) và Ishii Kōji (Dissidia Final Fantasy NT) lồng tiếng cho phiên bản tiếng Nhật và Christopher Sabat cho từng phiên bản tiếng Anh. Tất cả tác phẩm đều bổ sung thông tin nền về thế giới của Final Fantasy. Ví dụ, Dissidia 012 Final Fantasy đặt tên cho thế giới của Final Fantasy là "World A" để phân biệt với World B, thế giới của Dissidia. Nhân vật và âm nhạc trong Final Fantasy cũng xuất hiện trong series game âm nhạc Theatrhythm Final Fantasy.